# アートマスターズスクール
アートマスターズスクールは、東京都中央区日本橋堀留町にある学校法人アートマスターズスクールが経営する各種学校。

## 沿革
- 1945年創立
- 2002年12月各種学校認可

## 場所
- 東京都中央区
- 東京メトロ日比谷線・都営地下鉄浅草線 人形町駅から徒歩3分

## 姉妹校・関連施設
- 阿佐ヶ谷美術専門学校（東京都）
- 高度情報化研究所「common style」（東京都）
- 人形町エキジビットスペース・ヴィジョンズ（東京都）
- 専門学校日本装飾美術学校（長野県）